# Johan Frederik Bardenfleth (1772-1833)
 Der er flere personer med dette navn, se Johan Frederik Bardenfleth.
Johan Frederik Bardenfleth til Harridslevgård (født 19. august 1772 i Holbæk, død 3. februar 1833) var en dansk søofficer, guvernør og hofchef. 
Bardenfleth var søn af Johan Frederik Bardenfleth til Harridslevgaard (født 7. oktober 1740, død 27. januar 1811) og Sophie Magdalene de Løvenørn (født 25. august 1741, død 2. september 1786). Han blev viet 16. april 1799 i Vejle til Augusta Wilhelmine Hellfried (født 16. november 1775, død 23. december 1861) datter af generalpostdirektør C.F. von Hellfried. 

## Børn
- Reinholdine Fredericke Wilhelmine Bardenfleth (født 1800)
- Sophie Dorothea Bardenfleth (født 1801, død 1801)
- Sophie Dorothea Bardenfleth (født 1803, død 1826)
- Johan Frederik Bardenfleth (født 1805, død 1850)
- Carl Emil Bardenfleth (født 9. maj 1808, død 3. september 1857) Gehejme-Statsminister
- Marie Sophie Frederikke Bardenfleth (født 17. marts 1810, død 3. oktober 1887)

## Karriere
Johan Bardenfleth kom som ganske ung ind i søværnet som kadet i 1781. Han blev sekondløjtnant i 1789 og premierløjtnant i 1796. Som sådan kom han på togt i Middelhavet med briggen Sarpen (kapt. C.C. Holck, 1758–1816). Han blev i maj 1797 udnævnt til lærer ved Søkadetakademiet, hvorfor han ved Malta forlod Sarpen og med fregatten Thetis returnerede til København. Bardenfleth kom derfor ikke til at deltage i det berømmelige slag ved Tripoli den 16. maj 1797. 
I 1806 blev han udnævnt til kaptajnløjtnant,  kammerjunker og guvernør hos arveprins Ferdinand, og i 1810 avancerede han til kaptajn og hofchef hos arveprins Ferdinand samt kammerherre.
Han var generalguvernør over de dansk-vestindiske øer på St. Croix (1822-1827), og han sluttede sin karriere som kontreadmiral fra 1826.

## Ordner
- 1828 Ceremonimester ved ordenskapitlet
- 1831 Skatmester ved ordenskapitlet
- 1808 Ridder af Dannebrog
- 1812 Dannebrogmændenes Hæderstegn
- 1817 Kommandør af Dannebrog
- 1826 Storkors af Dannebrog

## Udgivelser
- En militair Beskrivelse om Slaget paa Kjøbenhavns Red (1801)
- Om Orkaner (1831)